# 常荣军
常荣军（1957年4月—），男，汉族，山西长治人，中华人民共和国政治人物，中国共产党党员，曾任中共中央统战部副秘书长兼一局局长，中国宋庆龄基金会党组书记、副主席。现任全国政协副秘书长。

## 生平
2008年，当选第十一届全国政协委员，代表特别邀请人士，分入第五十七组。2014年调任全国政协教科文卫体组驻会副组长。2013年，当选第十二届全国政协委员。2018年1月，当选第十三届全国政协委员。